# Club Atlético Nacional Potosí
Il Club Atlético Nacional Potosí è una società calcistica boliviana di Potosí, fondata il 24 marzo 1942.

## Storia
Il Nacional Potosí ha partecipato prevalentemente al campionato del proprio dipartimento; nel 2000 giocò in Copa Simón Bolívar. Nel 2007, avendo ottenuto il secondo posto nel campionato di seconda divisione, si qualificò per lo spareggio per entrare in massima serie; si ritrovò contrapposto al Club Aurora di Cochabamba, che lo sconfisse in casa e pareggiò a Potosí, escludendo così il Nacional dalla prima divisione nazionale. Nel 2008 vinse la Copa Simón Bolívar e si guadagnò l'accesso in Liga del Fútbol Profesional Boliviano 2009. La sua prima stagione nel massimo livello calcistico nazionale lo vide raggiungere l'8º posto nell'Apertura, mentre nel Clausura venne retrocesso in virtù dell'ultimo posto nel proprio girone, risultato di 8 punti in 12 partite. Nel 2010 vinse nuovamente la serie cadetta, e tornò in LFPB nel 2011.
Il 22 dicembre 2013, battendo all'ultima giornata di campionato il Bolivar per 1 a 0, si qualifica per la prima volta nella sua storia alla Copa Sudamericana. Il Bolivar nell'occasione perderà lo scudetto in favore del The Strongest.

## Palmarès

### Competizioni regionali
- Campionato di Potosí: 1

2006, 2007, 2008, 2010

### Competizioni nazionali
- Copa Simón Bolívar: 1

2008, 2010

### Altri piazzamenti
- Campionato boliviano:

Terzo posto: Apertura 2019

## Risultati nelle competizioni CONMEBOL
- Coppa Sudamericana: 1 partecipazioni

2014: Primo turno

## Organico

### Rosa 2017
| N. |                    | Ruolo | Calciatore             |
| -- | ------------------ | ----- | ---------------------- |
| 1  | Spagna (bandiera)  | P     | Jon Azpillaga          |
| 2  | Bolivia (bandiera) | D     | Luis Aníbal Torrico    |
| 3  | Spagna (bandiera)  | C     | Bidari García          |
| 4  | Bolivia (bandiera) | D     | Juan Sánchez           |
| 5  | Bolivia (bandiera) | D     | Wálter Rioja Ugarte    |
| 6  | Bolivia (bandiera) | C     | Eliseo Dury            |
| 7  | Bolivia (bandiera) | A     | Sebastián Molina       |
| 8  | Bolivia (bandiera) | C     | Andrés Irahola         |
| 9  | Bolivia (bandiera) | A     | José Carlos Muñoz      |
| 10 | Bolivia (bandiera) | C     | Darwin Peña (capitano) |
| 11 | Bolivia (bandiera) | C     | Ignacio García         |
| 12 | Bolivia (bandiera) | P     | Yadín Salazar          |

| N. |                      | Ruolo | Calciatore                |
| -- | -------------------- | ----- | ------------------------- |
| 14 | Bolivia (bandiera)   | A     | Pastor Torrez             |
| 15 | Bolivia (bandiera)   | C     | Wilber Mendoza            |
| 16 | Bolivia (bandiera)   | C     | Darwin Lora               |
| 17 | Bolivia (bandiera)   | D     | Ronald Gallegos           |
| 19 | Bolivia (bandiera)   | C     | Ricardo Verduguez         |
| 22 | Bolivia (bandiera)   | D     | Edgar Escalante           |
| 24 | Argentina (bandiera) | C     | Oswaldo Hobecker          |
| 26 | Bolivia (bandiera)   | D     | Sergio Moruno             |
| 30 | Spagna (bandiera)    | A     | Bruno Pascua              |
| -  | Bolivia (bandiera)   | C     | Juan Pablo Rioja          |
| -  | Argentina (bandiera) | C     | Javier Andrés Sanguinetti |
| -  | Bolivia (bandiera)   | D     | Gustavo León              |